# Philippe Tomblaine
 (septembre 2023).
Il peut être nécessaire de l'améliorer pour respecter le principe de neutralité de point de vue. Veuillez consulter la page de discussion pour plus de détails.

Philippe Tomblaine, né le 7 février 1975 à Limoges (Haute-Vienne) est un auteur, historien, enseignant (professeur documentaliste) et scénariste de bande dessinée. Il est depuis 2012 l'un des chroniqueurs hebdomadaires du site de référence BDzoom.

## Biographie
Philippe Tomblaine naît le 7 février 1975 à Limoges. Il travaille dans les secteurs de l'histoire, de la bande dessinée et du cinéma, d’abord en cocréant le festival du court métrage de Limoges (1999), puis en obtenant un DEA en Histoire antique (étude des satrapies de la Perse achéménide) avant de devenir professeur-documentaliste en collège et lycée. Formateur académique depuis 2002 au Centre de liaison de l'enseignement et des médias d'information (CLEMI), référent pour l’opération « Collège au cinéma » et ayant travaillé au CNBDI d’Angoulême (désormais CIBDI), il participe également à différents séminaires et expositions. 
En septembre 2016, il est élu vice-président de l'Association du FIBD.
Il réalise en 2011 deux ouvrages thématiques pour la collection « La bulle au carré » des éditions L’Àpart. En 2014, outre Mystères de Charente (éd. De Borée), il complète Spirou aux sources du S… (éd. L'Harmattan), premier ouvrage d'analyse portant sur la célèbre saga. Il réalise par la suite la synthèse La Seconde Guerre mondiale dans la BD (PLG, juillet 2015), une histoire thématique des jeux vidéo (Les Moutons électriques, septembre 2015), deux monographies sur Hermann (PLG, 2017) et Juillard (Le Troisième Homme, janvier 2018,), une compilation des Faits divers de Charente de 1900 à nos jours (Geste éd., 2019), une synthèse concernant le paranormal (novembre 2019) et une monographie consacrée au dessinateur Dany (janvier 2020). Lors du Festival Polar de Cognac, Tomblaine donne diverses conférences, consacrées notamment à l’histoire des affiche de polars en France et aux États-Unis (octobre 2022) et aux liens entre polar & Jeux vidéo (octobre 2024). 
Il réalise en 2023 le livre évoquant l'histoire des 50 ans du Festival International de la BD d'Angoulême. 
En 2024, il scénarise et documente un album de bande dessinée concernant la tragédie d'Oradour-sur-Glane,,. Ce docu-BD est prépublié dans Le Populaire du Centre.
Il participe à partir de septembre 2024 à une "Carte blanche" hebdomadaire, consacrée par France Bleu La Rochelle à l'histoire du Festival BD d'Angoulême.
Il réalise en novembre 2024 un ouvrage faisant la synthèse des relations tissées entre les domaines de la bande dessinée et du jeu vidéo.

## Publications

### Bande dessinée
- Oradour-sur-Glane, 10 juin 1944, Petit à petit, coll. « DocuBD », 22 mai 2024
Scénario : Philippe Tomblaine - Dessin : Maria Riccio, Emmanuel Cerisier et Arnaud Jouffroy - Couleurs : Mathilde D'Alençon -  (ISBN 978-2-380-46201-2)

### Ouvrages pédagogiques
- Dix de der de Didier Comès, Magnard, coll. « Classiques et Contemporains BD », 2009.
- Fable de Venise, d’Hugo Pratt, Magnard, coll. « Classiques et Contemporains BD », 2009.
- Adèle Blanc-Sec : Le Démon de la Tour Eiffel de Tardi, Magnard, coll. « Classiques et Contemporains BD », 2010.
- Amours fragiles : Le Dernier Printemps de Philippe Richelle et Jean-Michel Beuriot, Magnard, coll. « Classiques et Contemporains BD », 2010,  (ISBN 978-2-210-76159-9) (OCLC 716998751).
- Saint-Exupéry : Le Dernier Vol d’Hugo Pratt, Magnard, coll. « Classiques et Contemporains BD », 2010.
- Guerre de Sécession et western, entre BD et cinéma : Avec Les Tuniques bleues, CRDP de Poitou-Charentes, collection « La BD de case en classe », 2010[15].
- Alix : L’Enfant grec de Jacques Martin, Magnard, coll. « Classiques et Contemporains BD », 2011.
- La Double Inconstance de Marivaux, Magnard, coll. « Classiques et Patrimoine », 2013.
- La Machine à explorer le temps de H. G. Wells, Magnard, coll. « Classiques et Contemporains », 2017.
- Informer, s'informer, déformer, Magnard, coll. « Classiques et Contemporains », 2018.
- Péplum d'Amélie Nothomb, Magnard, coll. « Classiques et Contemporains », 2018.
- Frankenstein ou le Prométhée moderne de Mary Shelley, Magnard, coll. « Classiques et Patrimoine », 2019.
- 7 Nouvelles d'anticipation et de science-fiction, Magnard, coll. « Classiques et Contemporains », 2020.
- La Peste écarlate suivi du Masque de la mort rouge, Magnard, coll. « Classiques et Contemporains », 2021.
- L'Étrange Histoire de Benjamin Button de Francis Scott Fitzgerald, Magnard, coll. « Classiques et Contemporains », 2022.
- Le Chien des Baskerville d'Arthur Conan Doyle, Magnard, coll. « Classiques et Contemporains », 2022.
- Six récits d'épouvante par Guy de Maupassant, Magnard, coll. « Classiques et Patrimoine », 2023.
- Le Minotaure et Le Palais de Circé par Nathaniel Hawthorne, coll. « Classiques et Patrimoine », 2024.

### Ouvrages thématiques
- Sherlock Holmes dans la BD : Enquête dans le 9e art, L’Àpart éditions, coll. « La Bulle au carré », 2011.
- Pirates & corsaires dans la BD : Des bulles à l'abordage !, L’Àpart éditions, coll. « La Bulle au carré », 2011.
- Les Mystères de Charente, De Borée, collection « Les Mystères... », février 2014.
- Spirou, aux sources du S... : une analyse de la mythologie et des références internes de la série Spirou et Fantasio, L'Harmattan, avril 2014[16].
- La Seconde Guerre mondiale dans la BD, PLG, coll. « Mémoire Vive », juillet 2015,  (ISBN 978-2917837214)[17],[18].
- Jeux vidéo ! Une histoire du 10e Art, Les Moutons électriques, coll. « La Bibliothèque des Miroirs », septembre 2015.
- Hermann : l'encre noire du Sanglier des Ardennes, PLG, coll. « Mémoire Vive », février 2017[19].
- Juillard : dessins d'histoires, Le Troisième Homme éditions, janvier 2018[6],[20].
- Les Faits divers en Charente de 1900 à nos jours, Geste éditions, mars 2019.
- Paranormal ! Enquête aux frontières de l'inexpliqué[21], essai, Les Moutons Électriques, coll. « La Bibliothèque des Miroirs », novembre 2019.
- Dany, du rêve au 9e art, PLG, coll. « Mémoire Vive », janvier 2020.
- Le 50e : une odyssée du Festival International de la Bande Dessinée d'Angoulême, PLG, coll. « Mémoire Vive », janvier 2023[22],[23],[24],[25],[26].
- Crimes et faits divers de Charente de 1900 à nos jours, Geste éditions, octobre 2023.
- Bande dessinée et jeu vidéo : métamorphoses médiatiques, PLG, coll. « Mémoire Vive », novembre 2024.

### Roman(s)
- Colors (roman), Éditions Édilivre, 2009.

### Dossiers et expositions
- Livret pédagogique pour l'exposition (Puceron toi-même !) liée à la collection « Tous pucerons » (Dupuis) lors du Festival d'Angoulême en 2011.
- Le dessin de presse, autour de l’œuvre d'Iturria (textes pédagogiques accompagnant une double exposition (2 × 24 panneaux) consacrée aux dessins d'actualité en 2012). Partenariat entre le journal Sud-Ouest, le CLEMI, le Sceren-CNDP et le CDDP 17.
- Dossier Magnard : Nouvelle(s) à chute : l'art de surprendre... (2013).
- « Légendes de guerre : ces soldats venus des antipodes », dans Beaux Arts HS : La Grande Guerre en bande dessinée, Beaux Arts Magazine (avril 2014).
- Dossier Magnard : Il était une fois le Conte (2014).
- Dossier Magnard : Première Guerre mondiale : des écrits de sang... (2014)
- Dossier Magnard : Le Grimoire d'Arkandias : du livre au film (2014).
- Les Tuniques bleues présentent... : t. 1 : Les Grandes Batailles ; t. 2 : Les Chevaux dans l'armée ; t. 3 : Les Personnages réels (1) ; t. 4 : Les Indiens ; t. 5 : La Photographie ; t. 6 : Les Enfants dans l'armée ; t. 7 : La Marine ; t. 8 : Les Personnages réels (2) ; t. 9 : Les Femmes dans l'armée  ; t. 10 : Leurs Voyages (dossiers thématiques) - Dupuis 2015 - 2018.
- Dossier Canopé : L'Hermione et La Fayette, un voyage pour l'Histoire (avril 2015).
- Dossier Magnard : L'Histoire des Arts au XIXe siècle : la plume et l'acier (juillet 2015).
- Dossier Magnard : La Science-fiction : le temps anticipé (septembre 2016).
- Dossier Magnard : Héros, héroïnes et héroïsme : mythes et réalités d’une figure universelle (octobre 2017).
- Dossier Magnard : Dracula de Bram Stoker, collection « Classiques & Patrimoine » (septembre 2019).
- « On a crevé la bulle : la représentation de la Mort dans le 9e Art », dans Les Êtres contrefaits : corps difformes et corps grotesques dans la bande dessinée (sous la direction de Frédéric Chauvaud et Denis Mellier), Presses universitaires de Rennes (septembre 2019).
- Jan Karta - La Fin d'un monde intégrale vol. 2 : Rome 1934 - Paris 1935 . Une organisation appelée La Cagoule (dossier documentaire) - Fordis éd. (juillet 2022).
- « Courrières et Malpasset : la mémoire de la mort collective », dans Art séquentiel et catastrophes : bande dessinée, manga, roman graphique (sous la coordination de Charlotte Krauss et Françoise Lavocat), Presses de la Sorbonne nouvelle (décembre 2022).
- Jan Karta - La Fin d'un monde intégrale vol. 3 : Berlin 1936. Un dictateur, des athlètes et des jeux (dossier documentaire) - Fordis éd. (septembre 2023).
- Les Aventures de Spirou et Fantasio (dossiers documentaires pour 40 fascicules) - Collection « Dupuis/Altaya » 2023 - 2024.
- Angoulême, 50 ans de bulles. Dans Le Picton no 276 (janvier-mars 2024).
- Jan Karta - La Fin d'un monde intégrale vol. 4 : Barcelone 1937. De la république de Weimar à la guerre d'Espagne (dossier documentaire) - Fordis éd. (septembre 2024).